# 育英高等学校
育英高等学校（いくえいこうとうがっこう、英: Ikuei Senior Highschool）は、兵庫県神戸市長田区長尾町二丁目にある私立高等学校。

## 沿革
- 1899年 - 庄野一英により「数英漢学会」として創立。
- 1900年 - 「神戸育英義会」と改称[2][注 1]。
- 1902年 - 「私立神戸育英義塾」と改称。
- 1915年 - 「私立甲種育英商業学校」設立。
- 1920年 - 「育英商業学校」と改称。
- 1930年 - 現校地に移転。
- 1944年 - 失火により校舎本館全焼[4]。育英商業学校、生徒募集停止[5]。「錦華女子商業学校」を併設[5]。
- 1946年 - 錦華女子商業学校を廃止[6]。育英商業学校、生徒募集再開[6]。
- 1947年 - 新制「育英中学校」を併設。
- 1948年 - 新制「育英高等学校」となる（商業科・普通科）。
- 1955年 - 育英中学校、生徒募集停止[7]。
- 1957年 - 第1期校舎建築完成。
- 1959年 - 第2期校舎建築完成。
- 1961年 - 第3期校舎建築完成。
- 1963年 - 第4期建築（体育館）完成。
- 1964年 - 第5期建築完成。図書館移転。校舎落成ならびに創立65周年記念式典挙行。
- 1968年 - 長田区高取山町に[8]寄宿舎兼合宿所「青雲寮」完成。
- 1975年 - 商業科の生徒募集停止。
- 1979年 - 須磨区友が丘に第2グラウンド（野球場【両翼92m、中堅112m】、陸上競技トラック、テニスコート、付属施設等）完成。
- 1983年 - 第2体育館兼小講堂（剣道場、柔道場、多目的フロア）完成。
- 2004年 - 全館エアコン導入工事完成。
- 2015年 - 男女共学となる。
- 2017年 - 第2グラウンドに卓球場完成。

## 校風・特徴
錦華女子商業学校を除き、2014年度まで男子生徒のみの男女別学、2015年度から男女共学。

### 神戸育英義塾
兵庫県神戸市石井村字道佛259番地の2の石井村役場があった場所に校地が存在し、1907年12月に西200メートル先の神戸市石井村字西良68番地の4に移転、1913年2月14日に兵庫県神戸市の区政施行後における兵庫区東山町にあたる、神戸市兵庫港地方字指上に移転する。1913年5月に兵庫県立第一神戸中学校の旧校舎及び1907年12月建築の旧校舎を移築する。
1908年5月2日に本科が新設され、その1ヶ月後の6月2日に制服が制定される。本科新設に併せ体操科において兵式体操が授業の一環として実施されており、甲種育英商業学校開校後の1915年においても体操科における兵式体操の導入は継続されていた。
猟師協力の下、レクリエーション・集団行動訓練・疑似軍事訓練を兼ねた兎狩が頻繁に行われ、神戸育英義塾発足当時には名物行事として扱われていた。

### 甲種育英商業学校
1915年、開校間もない頃の日本は教育勅語の奉読中の動作不敬を問題視する時代背景にあった。甲種育英商業学校においても例外ではなく1916年2月、奉読中の生徒が動作不敬であったことを理由に2日間の停学処分を命じられたなど、奉読中の態度や姿勢は厳しく監視された。奉読中の私語や咳払いも不敬とみなされた。
「林間授業」と称した校外学習が存在し、天気の良い日は新湊川土手で頻繁に授業が行われた。開校前後から部活動が本格化し、特に「講演部」「編集部」などの言論活動は神戸育英義塾から盛んであった。1917年時点で校内に植物園、銃器庫が存在した。

### 育英商業学校
校地は1930年10月の移転まで引き続き兵庫県神戸市兵庫区東山町にあたる場所に存在した。1924年の11月に兵庫尋常高等小学校の旧校舎を移築する。1930年10月の校地移転後は1945年5月1日の行政区再編以降における長田区の一部である須磨区西代柳谷10番地に校地を置く。移転当時の木造校舎は建築家の清水栄二が設計に携わっており、木造建築でありながらペディメント部分にパラボラアーチ状の曲線が用いられている。
学用品の購入の便宜と生徒の商業実習を兼ね、生徒・教職員のための消費組合が設立されていた。1921年に育英消費組合規約が制定され、学校職員が就任する組合長・副組合長・幹事・理事とは別に生徒も委員として組合の運営に参加することができ、平等に議決権が与えられている。
1923年4月1日に創立者の庄野一英校長が急死し、同年10月29日に兵庫県立第一神戸中学校出身の池長孟校長が就任してからは同校の「昼食を屋外で立ち食いする」という、特徴的な校則が模倣された。季節問わず生徒は校舎外での昼食の立ち食いを強制され、寒い日も水道水を飲用するため蛇口に並んだ。雨天の日に限って講堂の使用を許可され、校務員室で生徒は大きな薬缶から白湯を弁当箱の蓋などに入れてもらえた。奇抜な教育方針ながら池長校長就任後は、同じ大日本帝国陸軍出身の教育者である「各有能（おのおののうあり）」「士魂商才」を掲げていた庄野校長在職時とはまた大きく違った校風に変容していった。
1925年7月に学校教練が本格的に授業に取り込まれ、1937年には政府による戦争とそれを支える体勢の構築に国民を総動員する政策が次々と実施されることになり、育英商業学校にもその思想統制の影響はおよび、学校の雰囲気はより厳粛なものに変遷する。
生徒は厳寒期でも毛糸の下着の着用は禁止され、ズボンのポケットは手を入れることができないように縫い付けることになっており、時計・革靴・万年筆などの使用も贅沢品であるとの理由で許されなかった。登校時には正門で週番の上級生による服装・持ち物の点検を受けることとなっており、ボタン・ホックの掛け方、ゲートルを巻く位置をチェックされた。中には南京豆の薄皮をタバコの屑と間違えられ、注意される生徒もいた。点検後、奉安殿に向かって最敬礼し、朝礼・ラジオ体操の後、ラッパ鼓隊の吹奏に合わせて教室まで行進した。校外においても制服・制帽・巻ゲートルを着用し、教師や上級生に合ったときには軍隊式の敬礼をしなければならなかった。また渡り廊下で処罰生徒名の掲示なども行っていた。1930年2月には衆議院議員総選挙の候補者の応援演説を行ったと思われる生徒が5日間の停学処分を受けるなど、校内で過剰な政治活動をする生徒も取り締まった。
満洲事変後の国家主義・軍国主義的傾向が強まった国風の後押しもあり、神戸育英義塾を含む明治末期から1945年の日本の敗戦まで、学校教練を始めとした軍事予備教育が生徒の学校生活を深く縛り付けていた。
1917年時点で既に存在した銃器庫の他、校地移転後においても校舎の斜め横に兵器庫があり、学校教練で用いる三八式歩兵銃が三十年式銃剣と一緒に約200丁ガンラックに掛け並べられていた。戦時体制中、1944年8月からは校舎が山本航空機部品製作所の工場に、グラウンドは工員用の野菜栽培地に転用された。第二次世界大戦末期の時点で既に学校教練と並行して掘られていた防空壕・防火池もグラウンドに存在した。
1944年2月11日19時頃、失火のため中央玄関付近から出火する。水利の便が悪く消火活動が滞り、20時30分に鎮火するも校舎本館が全焼し、事務室のみ残る。
1945年終戦後10月22日からはGHQの軍国主義・極端な国家主義的な思想及び教育の排除へと運ぶ政策が進められた影響もあり、教育方針が一変する。学校教練は禁止された他、集団行動訓練も禁じられた影響で朝礼は行われず、体育や遠足においても号令や隊列を組むことは憚られた。終戦後においても日本本土空襲による負傷者や空襲を避けるために地方へ疎開していた生徒、海軍飛行予科練習生などに志願していた生徒は、しばらく学校に戻ることができず生徒数は激減する。学校に復帰した生徒も服装は様々であり、軍事教育で顕著であった規律や秩序は失われていた。1946年4月に登校者が増加し、不十分ながら授業の形態も整い始める。

### 錦華女子商業学校
1943年10月に兵庫県を通じて教育ニ関スル戦時非常措置方策が育英商業学校に下達される。これにより男子商業学校であった育英商業学校は国民学校令等戦時特例により、工業学校・農業学校・女子商業学校いずれかに転換することを余儀なくされる。財団理事会での会議を経て1944年3月13日に育英商業学校を生徒募集停止とし、4月1日から錦華女子商業学校を併設した。制服は制定されていない。同年3月7日、決戦非常措置要綱ニ基ク学徒動員実施要綱が閣議決定され、育英・錦華女子商業学校では5月より勤労動員が開始されており、8月に校内に設けられた山本航空機部品製作所の工場における作業員として錦華女子商業学校の生徒が動員された。
1945年8月16日に文部・厚生次官通牒の「動員解除」により事実上の動員解除となり、21日に戦時教育令の廃止が決定され、同月に育英・錦華女子商業学校も軍事教育を撤廃する。終戦に伴い教育ニ関スル戦時非常措置方策も効力を喪失し、錦華女子商業学校は開校当初の目的と存在意義を失う。在校生の卒業を待たずして1946年3月22日に錦華女子商業学校は閉校となり、同日に育英商業学校は生徒募集を再開する。

### 育英中学校
学制改革に伴い、1947年4月1日に育英中学校を併設する。1946年に入学した育英商業学校の生徒を中学2年生とし新1年生を迎えたが、当時は1944年本校舎全焼後の再建がままならない状況であったため新1年生は2クラス80名の収容が限界だった。入学者減少のため1955年2月28日に生徒募集停止となる。

### 育英高等学校
1969年11月末まで丸刈り校則が存在した。1969年5月1日から屋内プールが存在していたが1982年9月4日にプール撤去跡の工事がされており、跡地には1983年9月6日に第2体育館が建造された。2015年に校舎の耐震補強工事と中庭の改修が竹中工務店によって施工され、同年に少子化による入学者減少への対策の一環として男女共学化を施行する。生徒数は2025年4月23日時点で764人である。「厳しさの中に自由あり」「熱血学校」と謳っている。

## 象徴
校章
校章の中心に「育」という字を配置し「はぐくむ（慈しみ育てる）」ことが教育の中心思想であることを表現している。「育」という字の周囲が菊の花びらになっているのは以前、校地が新湊川の畔に位置していた為、その湊川にゆかりの深い菊水に因んであしらったものである。
校歌
- 作詞：吉澤義則、作曲: 田中銀之助[33]

制服
1990年度以前
- 男子: 詰襟[77]（育英商業学校では制帽あり[46]）

1991年度 - 2014年度 
- 冬服 男子: ブレザー[77]
- 夏服 男子: 開襟シャツ[77]

2015年度 - 現在
- 冬服 男女: ブレザー [78]
- 夏服 男女: ワイシャツ[78]

シンボルマーク
「IKUEI」の最初の2文字である「I」と「K」をモチーフに図案化している。「I」の部分は歴史と伝統を一本の芯として表現、「K」の部分は神戸の風に乗って変化する赤いリボンが歴史と合わさり、一つの新しいかたちを創ることにより、男女共学化への歩みを進めることが表現されている。リボンの一部分にはスクールカラーであるブルーが入っている。
スクールカラー
「ブルー」

## コース制

### 2025年度以降
スタンダードコースは月曜日から金曜日まで6限授業であり、15時40分にホームルーム・清掃が終了する。スタンダードコース以外は週4・7限授業であり16時40分にホームルーム・清掃が終了、水曜日のみ6限終了後に自主学習または部活動となる他、毎朝8時40分の朝礼前にまず早朝テストが存在する。全コースの希望者は火曜から金曜の4日間、8～11限に相当する16時40分から20時30分までの放課後特別講座を週6コマ分、受講できる。全コースにおいて第2・4土曜日を除き各種行事・特別講習・講座・振替授業などのみを行う登校日となる。

#### 1年生
- スーパーアドバンスコース

主に理系の国公立大学を目指す。
- アドバンスコース

難関私立大学への進路希望に対応できる学力の向上を目指す。
- スタンダードコース

基礎学力の強化の他、学業と部活動のバランスを図る。

#### 2年生・3年生
- 国公立大コース

1年次のスーパーアドバンスコースの生徒を対象とし、主に理系の国公立大学を目指す。
- グローバルチャレンジコース

文系の私立大学への進学を希望する生徒を対象とし、海外の大学などとの連携のもとに英語力の向上を図る。
- 難関私立大コース

関関同立といった難関私立大学への進学を希望とする生徒を対象とする。
- 文理総合コース

文理総合型の学部を希望する生徒を対象とし、文系・理系科目のバランスのとれた学習を行う。
- スタンダードコース

1年次のスタンダートコースの生徒を対象とし基礎学力の向上を図り、4年制私立大学への進学を目指す。

### 2024年度以前
第一学年の初めから、総合進学・文系進学・理系進学・特別進学（文・理系選択）コースの四つのコースを設けている。かつては一括して募集し、入学後に本人の希望や能力・適性等に応じて各コースに割り振られていたが、2024年度時点では出願時にいずれかのコースを選択している。進級前にテストを受け、そのテストの点数によっては任意、又は総合進学コースへ強制的にコースの変更が行われる場合がある。
- 総合進学コース（旧・一般クラス）

本学で最も初歩的な授業を行う。進学と銘打つが、就職等の進路にも対応する。生徒の殆どは指定校推薦で専門学校及び短期大学、大学へ進学する。
- 文系進学コース（旧・語学クラス）

国語・英語・地歴公民の学習に重点を置き、私立大学文系学部を目指す。
- 理系進学コース（旧・理数クラス）

数学・理科・英語の学習に重点を置き、私立大学理系学部を目指す。
- 特別進学（文・理系選択）コース（旧・特文クラス、特理クラス）

クラス内で文系選択と理系選択に分かれる（旧制度では文系選択と理系選択とでクラスが分かれていた）。第一学年は文系･理系にかかわらずほとんど共通科目を履修し、第2学年・第3学年で文系･理系の選択科目が増え、目標にあった学習をしていく。国公立大学を目指す。毎月第2･第4土曜日に授業、若しくは進路講演会などがある。

## 部活動
硬式野球部の1993年夏（第75回）での優勝をはじめ、全国制覇の経験のある部活動も存在する。
運動部の一部では練習時間の確保のため、一部のコースの生徒しか入部できない。
- 硬式野球部
- 軟式野球部
- 陸上競技部
- 剣道部
- バスケットボール部
- バレーボール部
- 柔道部
- 卓球部
- テニス部
- バドミントン部
- ハンドボール部
- サッカー部
- ダンス部
- 吹奏楽部
- 写真部
- 囲碁将棋部
- 美術部
- 科学部
- 書道部

## 主な不祥事
- 1973年 -
  - 5月22日までに育英高等学校の集団万引き事件を内偵していた兵庫県警少年課と長田署は、野球部員7人を含む2年生ばかり23人を窃盗の容疑で補導した[82]。姉崎岩蔵校長は問題を重視し、同日、第55回高校野球選手権・兵庫大会の出場自粛を表明した[82]。日本学生野球協会は硬式野球部に1年間の対外試合禁止の処分を下した[83]。
- 2004年 -
  - 5月12日夕方[84]、柔道部の練習中に1年生の男子生徒が顧問の男性教諭（28）と練習方法をめぐる意見の食い違いから口論となり、激昂した顧問教諭に数回殴られ、外眼筋損傷・顔面骨折の大怪我をしたことが6月10日判明した[85][注 28]。これを受け、学校側は教諭を処分する方針と発表した[84]。中島寛校長は「体罰は絶対に許されないことだ。教諭の指導を徹底し、再発防止に努めたい」としている[84]。育英高等学校と顧問教諭は男子生徒と両親に謝罪した[84][注 29]。
  - 9月1日、軟式野球部内[86]で1年生部員が同級生部員に暴力を振るったことをきっかけに、2年生部員4人が加わって殴る、蹴る、バットで殴打するなどの集団暴行が発生した[87]。日本学生野球協会は11月10日、東京都内で行われた審査室会議で軟式野球部に9月6日から6ヶ月間の対外試合禁止の処分を下した[88]。
- 2006年 -
  - 6月19日20時頃から22時30分頃[89]、硬式野球部1年生の男子生徒（16）が明石市魚住町の自宅近くの路上で、自転車に乗っていた[90]女子中学生に後ろから走行中の自分の自転車を追突させ「足が痛い。自転車を運んでくれ」などと偽り近くのスーパーのトイレに連れ込んだ上[89]、襟を掴み「大声を出すな。しばくぞ」と脅し[91]、無理に体を触らせる[92]わいせつ行為をした[93][注 30]。男子生徒は明石署[93]に強制わいせつ容疑により現場付近で緊急逮捕され[注 31]、家裁送致されたことが7月21日[94]判明した[95][注 32]。阪本勝彦校長は7月22日に兵庫県高野連の理事長らと大阪市西区の日本高野連を訪れ、事件概要を報告[92][注 33]。「被害者やその家族と連絡が取れ次第、学校として謝罪を尽くし、今後の野球部員の指導のあり方を見直す」と述べた[92][注 34]。
また本件や同年5月20日[99]に起きた野球部長の体罰などの相次ぐ不祥事により[注 35]、第88回高校野球選手権兵庫大会3回戦での東播工業高等学校との試合中では終盤[102][注 36]、観客から不祥事に関する野次が飛び球場が一時騒然とし[105][注 37]、硬式野球部の監督である藤村雅美監督が7月末までに引責辞任した[97][注 38]。
- 2007年 -
  - 育英高等学校を運営する学校法人武井育英会の武井宏之理事長らが大阪国税局の税務調査を受け、長男である宏之理事長の父親、武井功前理事長の遺産相続において、約2億1000万円の申告漏れを指摘されたことが7月2日判明した[108][注 39]。同国税局はうち約2600万円を意図的な遺産隠しと認定し、重加算税を含め約5600万円を追徴課税した[109][注 40]。宏之理事長は税理士を通じ「国税当局と見解に相違があったが、指導に従い修正申告した」と述べ、修正申告に応じた[110]。
- 2011年 -
  - 1月13日13時20分頃に発生した出火元であるバスケットボール部の部室を含む部室3部屋[111]での火事[112][注 41]、及び7月23日早朝に校内の体育館2階のギャラリーで発生したゴミ箱が燃える小火騒ぎに関連して[116][注 42]、7月27日に生徒指導部長の50代男性教諭[118]が関与の証拠がないまま[119]、校内外で複数回喫煙[120][注 43]、及び小火騒ぎ前日の7月22日に喫煙していた[注 44]運動部所属の[123]2年生の男子生徒（16[124]）一人を生徒指導室に呼び出し、弁明の機会を与えず暴言を机を叩きながら30分以上にわたり[125]浴びせた末[注 45]、生徒に自主退学を迫った[118][注 46]。また同席した他の2名の[125]教諭らも生徒指導部長の言動を制止せず、追従する発言を行った[127][注 47]。
男子生徒の父親は本件を阪本勝彦[128]校長に伝えたが、阪本校長は問題を放置した[127][注 48]。男子生徒は校内外での複数回の喫煙を理由に同月末に自主退学し[120][注 49]「出火原因不明なのに犯人扱いされた」として同年10月に人権救済を申し立てた[124]。これを受けて兵庫県弁護士会は、2013年3月19日に育英高等学校及び同校生徒指導部長に対し「生徒指導における人権侵害を防止するため、今後十分な措置を講じるよう警告する」という文書を提出した[118][注 50]。
- 2022年 -
  - 9月1日から12月14日にかけて男性専任講師が神戸市内の金融機関窓口で[132]、1年生の教材購入費や英検などの[132]模擬試験の受験代を管理していた法人口座から、ギャンブル目的で11回に渡り計約688万2000円[133]を出金し着服した[134][注 51]。12月に発覚し育英高等学校は2023年3月7日付で男性専任講師を懲戒解雇した[132][注 52]。男性元専任講師（29）は11回の内の一回、2022年11月7日[132]の犯行である約58万2000円の出金・着服による業務上横領容疑で兵庫県警長田署によって2023年6月28日に逮捕され[133][注 53]、7月19日に残りの10回の630万円余りの同容疑で再逮捕され、同日に約58万2000円[133]の同容疑で起訴された[140][注 54]。

## 高校関係者と組織

### 高校関係者組織
- 同窓会

「火垂る会」と称した同窓会誌の販売、卒業証書ホルダー贈呈、卒業生講演会などを行っている。
- 育英高校硬式野球部OB会

硬式野球部における資金面の支援を行っている。

### 学校長
|          | 氏名       | 在職期間                       | 備考                                                             |
| -------- | ---------- | ------------------------------ | ---------------------------------------------------------------- |
| 初代     | 庄野一英   | 1915年7月3日 - 1923年4月1日    | 創立者 1923年4月1日に脳内出血再発により死亡                      |
| 二代目   | 池長孟     | 1923年10月29日 - 1942年3月31日 | 美術品収集家 1923年6月12日に理事就任                             |
| 三代目   | 武井尹人   | 1942年3月31日 - 1960年3月30日  | 資産家 学校法人武井育英会初代理事長 二代目理事長である武井功の父 |
| 四代目   | 永松忠雄   | 1960年4月1日 - 1970年3月31日   |                                                                  |
| 五代目   | 姉崎岩蔵   | 1970年4月1日 - 1979年3月31日   |                                                                  |
| 六代目   | 松田毅     | 1979年4月1日 - 1987年3月31日   |                                                                  |
| 七代目   | 中野紀一郎 | 1987年4月1日 - 1991年3月29日   |                                                                  |
| 八代目   | 森下一男   | 1991年4月1日 - 1994年9月30日   | 持病により1994年9月30日退職                                      |
| 九代目   | 森木畯一   | 1995年4月10日 - 1998年3月31日  |                                                                  |
| 十代目   | 石井邦道   | 1998年4月8日 - 2001年          |                                                                  |
| 十一代目 | 中島寛     | 2001年4月 - 2006年             |                                                                  |
| 十二代目 | 阪本勝彦   | 2006年4月 - 2017年             |                                                                  |
| 十三代目 | 内橋紀裕   | 2017年4月 - 2024年             |                                                                  |
| 十四代目 | 清瀬欣之   | 2024年4月 - 現在               |                                                                  |

### 著名な校内硬式野球部監督
- 日下隆（元プロ野球選手）
- 藤村雅美（元アマチュア野球選手）

### 著名な出身者

#### 政治家
- 掘井健智（日本維新の会衆議院議員）

#### 野球
- 佐藤平七（元プロ野球選手）
- 酒沢成治（元プロ野球選手）
- 織辺由三（元プロ野球選手）
- 永井進（元プロ野球選手）
- 戸梶正夫（元プロ野球選手）
- 土井正三（元プロ野球選手）
- 井上勝巳（元プロ野球選手）
- 今西和男（元プロ野球選手）
- 藤村哲也（元アマチュア野球選手）
- 鈴木啓示（元プロ野球選手、300勝投手）[153]
- 竹田和史（元プロ野球選手）
- 小林晋哉（元プロ野球選手）
- 山本雅夫（元プロ野球選手）
- 川辺邦好（元アマチュア野球選手）
- 石井邦彦（元プロ野球選手）
- 菊村徳用（元プロ野球選手）
- 大川章（元プロ野球選手）
- 田中力（元プロ野球選手）
- 山崎章弘（元プロ野球選手）
- 横谷彰将（元プロ野球選手）
- 大塚光二（元プロ野球選手、現東北福祉大学硬式野球部監督）
- 戎信行（元プロ野球選手）
- 衣川幸夫（元プロ野球選手）
- 大村直之（元プロ野球選手）
- 井戸伸年（元プロ野球選手）
- 藤本敦士（元プロ野球選手、アテネオリンピック銅メダリスト）
- 松本幸大（元プロ野球選手）
- 栗山巧（プロ野球選手、2000本安打）
- 飯田龍一郎（元プロ野球選手）
- 若竹竜士（元プロ野球選手）
- 井上公志（元プロ野球選手）
- 青山誠（元プロ野球選手）
- 平岡敬人（元プロ野球選手）
- 矢野雅哉（プロ野球選手）
- 内藤航世 (海外プロ野球選手)

#### 柔道
- 篠原信一（柔道家、シドニーオリンピック銀メダリスト）
- 齋藤涼（柔道家）
- 納庄兵芽（柔道家）
- 正木健人（柔道家、ロンドンパラリンピック金メダリスト・リオデジャネイロパラリンピック銅メダリスト・東京パラリンピック日本代表）
- 北薗新光（柔道家、ロンドンパラリンピック日本代表・東京パラリンピック日本代表）

#### バスケットボール
- 塚本清彦（元バスケットボール選手）
- 熊谷宜之（バスケットボール選手）
- 大西崇範（バスケットボール選手）
- 田中範昌（バスケットボール選手）
- 松崎賢人（バスケットボール選手）
- 藤本巧太（バスケットボール選手）
- 藤本裕（バスケットボール選手、モントリオールオリンピック日本代表）
- 千種信雄（バスケットボール選手、ミュンヘンオリンピック日本代表・モントリーオールオリンピック日本代表）

#### 格闘
- 淺川誠二（ボクシング元日本フェザー級王者）
- 金本浩二（新日本プロレス・元三代目タイガーマスク）
- 井上智裕（レスリング選手、リオデジャネイロオリンピック日本代表）
- 中村昌永（空手家）
- 高橋昭五（レスリング選手）

#### 芸能
- 安尾信乃助（お笑いタレント）
- 神戸佑輔（ナレーター・スタジアムDJ）
- 大津光央（小説家）

#### その他
- 池長孟（美術品収集家・教育者）※神戸育英義塾
- 素野福次郎（元TDK社長）※育英商業学校
- 中川信夫（映画監督）※育英商業学校
- 淡路仁茂（将棋棋士、九段）